# Mossbräcka
Mossbräcka (Saxifraga hypnoides) är en stenbräckeväxtart som beskrevs av Carl von Linné. Mossbräcka ingår i Bräckesläktet som ingår i familjen stenbräckeväxter. Arten är reproducerande i Sverige. Inga underarter finns listade i Catalogue of Life.

## Bildgalleri

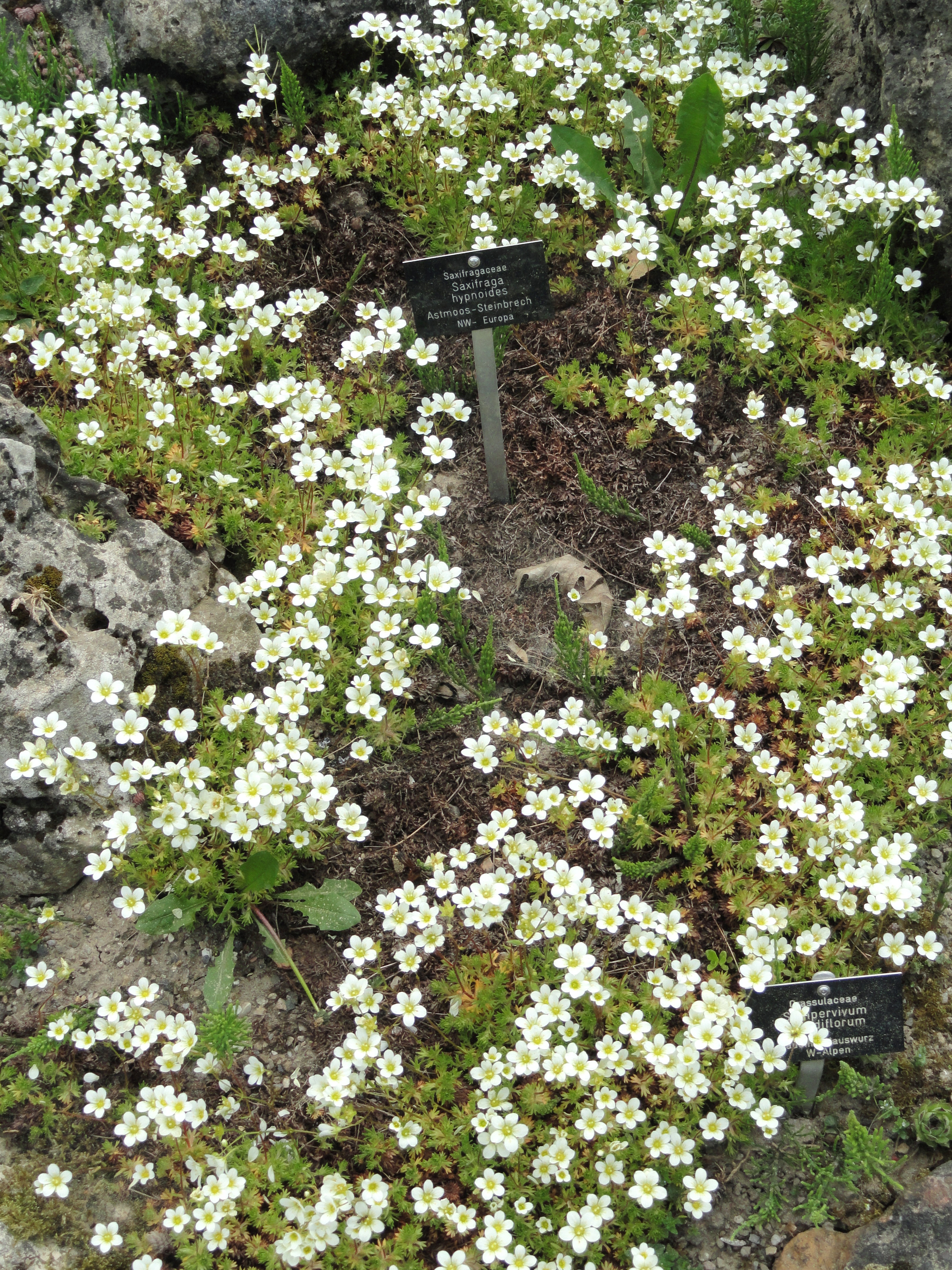
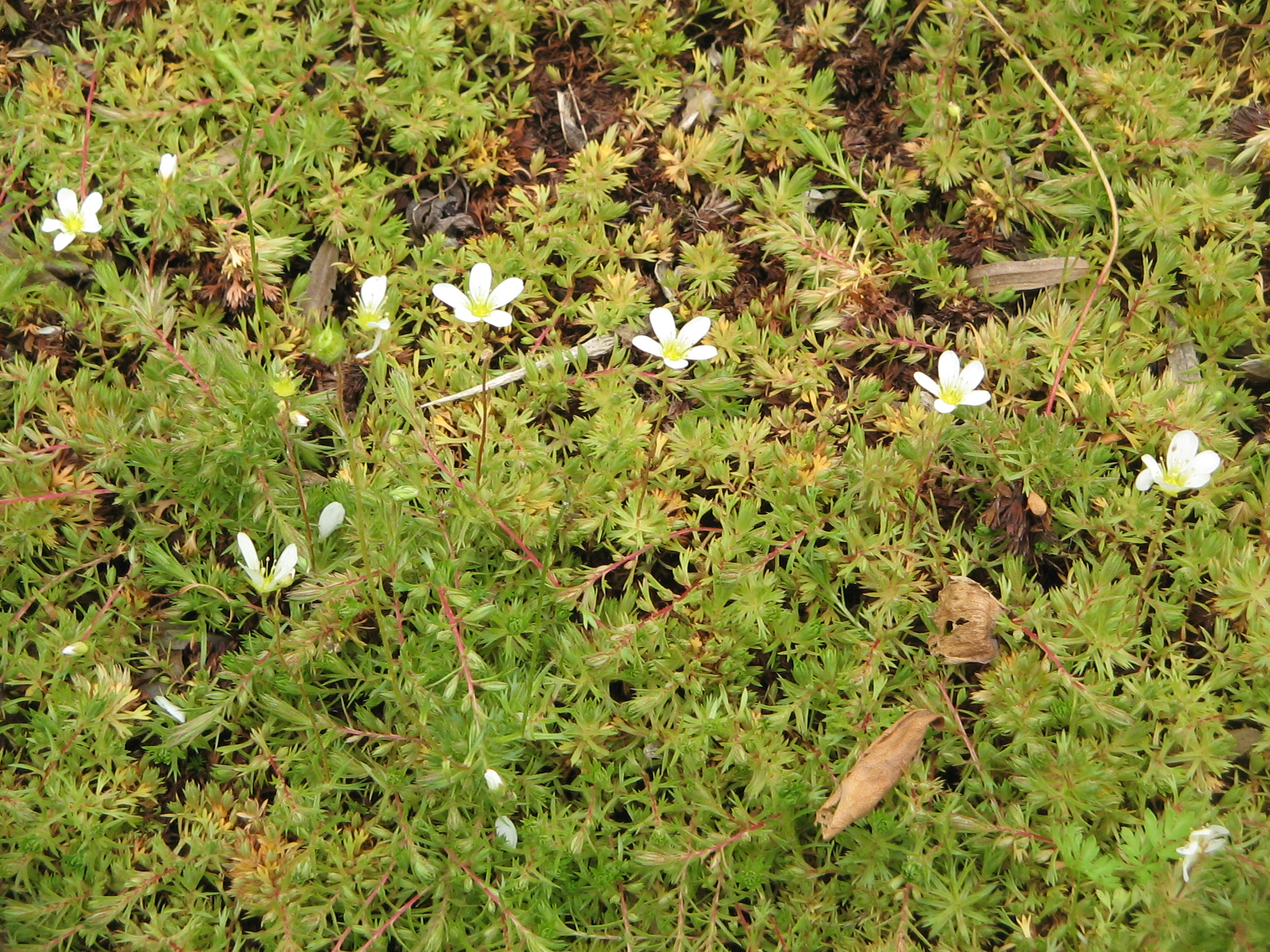